# Saint George (Utah)
Pour les articles homonymes, voir Saint-Georges.
La ville américaine de Saint George est le siège du comté de Washington, dans l’Utah. Elle comptait 95 342 habitants lors du recensement de 2020 et le Bureau du recensement des États-Unis estimait sa population à 102 519 habitants en 2022 – ce qui en fait la cinquième ville de l’État.

## Histoire
En 1861, la localité est peuplée sous les ordres de Brigham Young, qui souhaitait y développer la culture du coton. Celle-ci, non rentable, fut abandonnée plus tard. Cette culture a donné son surnom à Saint George : « Utah’s Dixie ».
La ville a probablement été nommée en hommage à George A. Smith, apôtre de l’Église de Jésus-Christ des saints des derniers jours. En 1877, le troisième temple dans l’histoire de cette Église y a été consacré. À noter que Brigham Young possédait une maison d’hiver à Saint George.

## Géographie
Saint George est située à 192 km de Las Vegas, dans le Nevada.

## Climat
Les conditions climatiques sont extrêmes : Saint George détient le record de la seconde température la plus élevée relevée dans l’État, avec 47 °C (117 °F) en 1985.

## Démographie
| Groupe            | Saint George | Utah | États-Unis |
| ----------------- | ------------ | ---- | ---------- |
| Blancs            | 87,2         | 86,1 | 72,4       |
| Métis             | 6,1          | 2,7  | 2,9        |
| Autres            | 2,6          | 6,0  | 6,2        |
| Amérindiens       | 1,5          | 1,2  | 0,9        |
| Océaniens         | 1,0          | 0,9  | 0,2        |
| Asiatiques        | 0,8          | 2,0  | 4,8        |
| Afro-Américains   | 0,7          | 1,1  | 12,6       |
| Total             | 100          | 100  | 100        |
|                   |              |      |            |
| Latino-Américains | 12,8         | 13,0 | 16,7       |

Selon l’American Community Survey pour la période 2010-2014, 88,64 % de la population âgée de plus de 5 ans déclare parler l'anglais à la maison, 9,36 % déclare parler l'espagnol et 2,0 % une autre langue.
Le revenu par habitant était en moyenne de 24 148 dollars par an entre 2012 et 2016, légèrement inférieur à la moyenne de l'Utah (25 600 dollars) et à la moyenne nationale (29 829 dollars). Sur cette même période, 15,6 % des habitants de Troy vivaient sous le seuil de pauvreté (contre 10,2 % dans l'État et 12,7 % à l'échelle des États-Unis).

## Personnalités liées à la ville
- Julius Erving : ancien basketteur NBA. Rejoint le Hall of fame en 1993
- Bruce Hurst : ancien lanceur partant de baseball
- Tracy Hickman : auteur de fantasy
- Brendon Urie : Chanteur de Panic! at the Disco
- Amanda Righetti : actrice (Newport Beach, Mentalist)
- Robert Adamson : acteur (Retour à Lincoln Heights)

## Galerie photographique

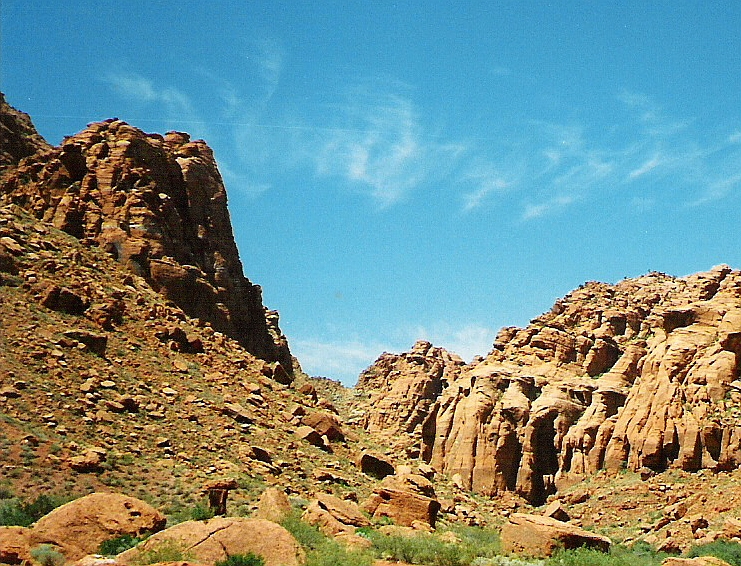
Vue des environs de Saint George
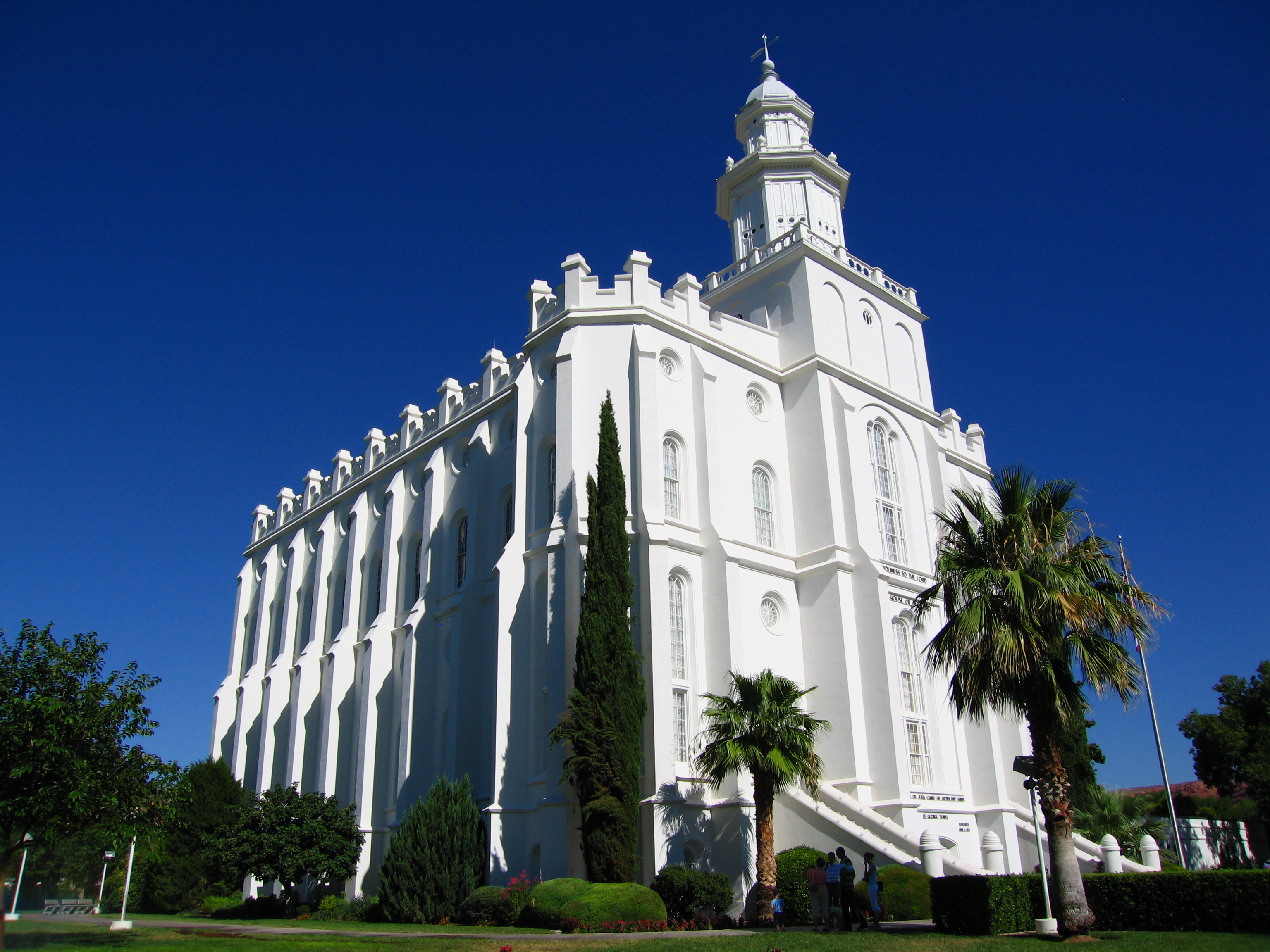
Le temple mormon de Saint George
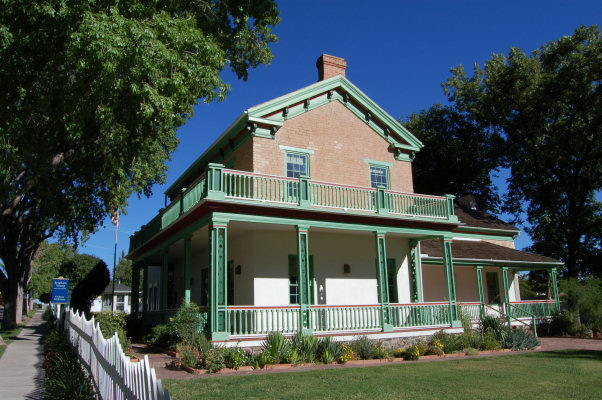
La maison d’hiver de Brigham Young